# 普罗瓦廖迪塞奥
普罗瓦廖迪塞奥（義大利語：Provaglio d'Iseo），是意大利布雷西亚省的一个市镇。总面积16平方公里，人口6980人，人口密度436.3人/平方公里（2009年）。国家统计（ISTAT）代码为017156。